# 南縣區 (伊利諾伊州威廉森縣)
南縣區（英語：Precincts (United States)）是位於美國伊利諾伊州威廉森縣的一個縣區。

## 地方資料
根據2010年美國人口普查的數據，南縣區的面積為96.07平方千米，當中陸地面積為91.88平方千米，而水域面積為4.19平方千米。當地共有人口3273人，而人口密度為每平方千米34.07人。